# Jesús Ferreira
Jesús David Ferreira Castro (Santa Marta, Magdalena, Colombia, 24 de diciembre de 2000) es un futbolista colombiano nacionalizado estadounidense que juega de delantero en el Seattle Sounders FC de la Major League Soccer.

## Trayectoria
Ferreira fichó como jugador de cantera por el F. C. Dallas el 17 de noviembre de 2016. Debutó profesionalmente el 3 de junio de 2017 en la goleada por 6-2 sobre el Real Salt Lake, donde anotó su primer gol en el minuto 89.
En mayo de 2018 fue enviado a préstamo al Tuls Roughnecks F. C. de la USL. Anotó su primera tripleta el 5 de septiembre de 2018 ante el Seattle Sounders II, encuentro que terminó 4-4.
En la temporada 2019 de la MLS, Ferreira fue parte del plantel del primer equipo de FC Dallas, anotó su primer gol de la temporada el 31 de marzo en la victoria por 2-4 de visita sobre el Real Salt Lake.

## Selección nacional
En 2016 fue llamado a jugar con la selección sub-17 de los Estados Unidos, aunque no debutó.
Tras conseguir su naturalización, el 1 de febrero de 2020, fue convocado y debutó con la selección de las barras y las estrellas en un partido amistoso ante Costa Rica.
El 10 de junio de 2022 marcó cuatro goles en un partido de la Liga de Naciones de la Concacaf 2022-23 ante Granada, siendo el quinto jugador en toda la historia de la selección que lo lograba.
Con 7 goles –6 de ellos convertidos en dos hat-tricks, el primero a San Cristóbal y Nieves y el segundo a Trinidad y Tobago– Ferreira se convirtió en el goleador de la Copa de Oro de la Concacaf 2023.

## Estadísticas

### Clubes
| Club                            | Div.          | Temporada     | Liga  | Liga  | Copas nacionales | Copas nacionales | Copas internacionales | Copas internacionales | Total | Total |
| Club                            | Div.          | Temporada     | Part. | Goles | Part.            | Goles            | Part.                 | Goles                 | Part. | Goles |
| ------------------------------- | ------------- | ------------- | ----- | ----- | ---------------- | ---------------- | --------------------- | --------------------- | ----- | ----- |
| F. C. Dallas Estados Unidos     | 1.ª           | 2017          | 1     | 1     | -                | -                | -                     | -                     | 1     | 1     |
| F. C. Dallas Estados Unidos     | 1.ª           | 2018          | 1     | 0     | -                | -                | -                     | -                     | 1     | 0     |
| F. C. Dallas Estados Unidos     | 1.ª           | 2019          | 34    | 8     | 2                | 0                | -                     | -                     | 36    | 8     |
| F. C. Dallas Estados Unidos     | 1.ª           | 2020          | 21    | 1     | -                | -                | -                     | -                     | 21    | 1     |
| F. C. Dallas Estados Unidos     | 1.ª           | 2021          | 27    | 8     | -                | -                | -                     | -                     | 27    | 8     |
| F. C. Dallas Estados Unidos     | 1.ª           | 2022          | 35    | 18    | 2                | 0                | -                     | -                     | 37    | 18    |
| F. C. Dallas Estados Unidos     | 1.ª           | 2023          | 29    | 13    | 1                | 0                | 4                     | 1                     | 34    | 14    |
| F. C. Dallas Estados Unidos     | 1.ª           | 2024          | 16    | 4     | 2                | 0                | -                     | -                     | 18    | 4     |
| F. C. Dallas Estados Unidos     | Total club    | Total club    | 164   | 53    | 7                | 0                | 4                     | 1                     | 175   | 54    |
| Tulsa Roughnecks Estados Unidos | 2.ª           | 2018          | 14    | 6     | -                | -                | -                     | -                     | 14    | 6     |
| Tulsa Roughnecks Estados Unidos | Total club    | Total club    | 14    | 6     | 0                | 0                | 0                     | 0                     | 14    | 6     |
| Total carrera                   | Total carrera | Total carrera | 178   | 59    | 7                | 0                | 4                     | 1                     | 189   | 60    |

### Selecciones
| Selección | Temporada            | Amistosos | Amistosos | Amistosos | Continental1 | Continental1 | Continental1 | Mundial | Mundial | Mundial | Total | Total | Total  | Media goleadora |
| Selección | Temporada            | Part.     | Goles     | Asist.    | Part.        | Goles        | Asist.       | Part.   | Goles   | Asist.  | Part. | Goles | Asist. | Media goleadora |
| --- | -------------------- | --------- | --------- | --------- | ------------ | ------------ | ------------ | ------- | ------- | ------- | ----- | ----- | ------ | --------------- |
| Olímpica Estados Unidos                                                                                              | 2020                 | —         | —         | —         | 4            | 1            | 0            | —       | —       | —       | 4     | 1     | 0      | 0.25            |
| Olímpica Estados Unidos                                                                                              | Total                | 0         | 0         | 0         | 4            | 1            | 0            | 0       | 0       | 0       | 4     | 1     | 0      | 0.25            |
| Adulta Estados Unidos                                                                                                | 2020                 | 1         | 0         | 0         | —            | —            | —            | —       | —       | —       | 1     | 0     | 0      | 0               |
| Adulta Estados Unidos                                                                                                | 2021                 | 2         | 2         | 0         | 2            | 0            | 0            | —       | —       | —       | 4     | 2     | 0      | 0.5             |
| Adulta Estados Unidos                                                                                                | 2022                 | 4         | 0         | 0         | 6            | 5            | 1            | 1       | 0       | 0       | 11    | 5     | 1      | 0.45            |
| Adulta Estados Unidos                                                                                                | 2023                 | 2         | 1         | 0         | 5            | 7            | 0            | —       | —       | —       | 7     | 8     | 0      | 1.14            |
| Adulta Estados Unidos                                                                                                | Total                | 9         | 3         | 0         | 13           | 12           | 1            | 1       | 0       | 0       | 23    | 15    | 1      | 0.65            |
| Total en selecciones                                                                                                 | Total en selecciones | 9         | 3         | 0         | 17           | 13           | 1            | 1       | 0       | 0       | 27    | 16    | 1      | 0.59            |
| (1) Incluye los partidos del: Preolímpico de Concacaf (2020), Clasificatorias Concacaf, Liga de Naciones y Copa Oro. |                      |           |           |           |              |              |              |         |         |         |       |       |        |                 |

### Tripletas
| 1 | 4 de septiembre de 2018 | Estadio Cheney Stadium  | Tulsa - Tacoma Defiance                 | Anotado · Anotado · Anotado           | 4 - 4 | USL                             |
| 2 | 20 de marzo de 2022     | Toyota Stadium          | Dallas - Portland Timbers               | Anotado · Anotado · Anotado           | 4 - 1 | MLS                             |
| 3 | 11 de junio de 2022     | Q2 Stadium              | Estados Unidos - Granada                | Anotado · Anotado · Anotado · Anotado | 5 - 0 | Liga de Naciones de la Concacaf |
| 4 | 28 de junio de 2023     | Citypark                | Estados Unidos - San Cristóbal y Nieves | Anotado · Anotado · Anotado           | 6 - 0 | Copa Oro 2023                   |
| 5 | 2 de julio de 2023      | Bank of America Stadium | Estados Unidos - Trinidad y Tobago      | Anotado · Anotado · Anotado           | 6 - 0 | Copa Oro 2023                   |

## Palmarés

### Distinciones individuales
| Distinción                                       | Año  |
| ------------------------------------------------ | ---- |
| Máximo goleador de la Liga de Naciones (4 goles) | 2023 |
| Máximo goleador de la Copa Oro (7 goles)         | 2023 |

## Vida personal
Jesús es hijo de Yudelmira Cecilia Castro Mesino y David Ferreira, futbolista profesional que jugó en Real Cartagena, América de Cali, Atlético Paranaense, F. C. Dallas y Unión Magdalena y fue internacional absoluto con la selección de Colombia. David Ferreira fue Campeón de la Copa América 2001 disputada en Colombia.